# Sentosa
Sentosa ist eine kleine singapurische Insel, die von Singapur aus leicht erreicht werden kann. Durch Landgewinnung ist Sentosa auf fünf Quadratkilometer (Stand 2006) angewachsen. Die ehemals als britischer Militärstützpunkt genutzte Insel stellt heute mit vielen Gärten und zahlreichen Vergnügungsmöglichkeiten ein Naherholungsgebiet für die Bevölkerung Singapurs und vor allem eine Haupttouristenattraktion dar: Im Jahre 2005 konnte Sentosa zum ersten Mal über 5 Millionen Besucher zählen.

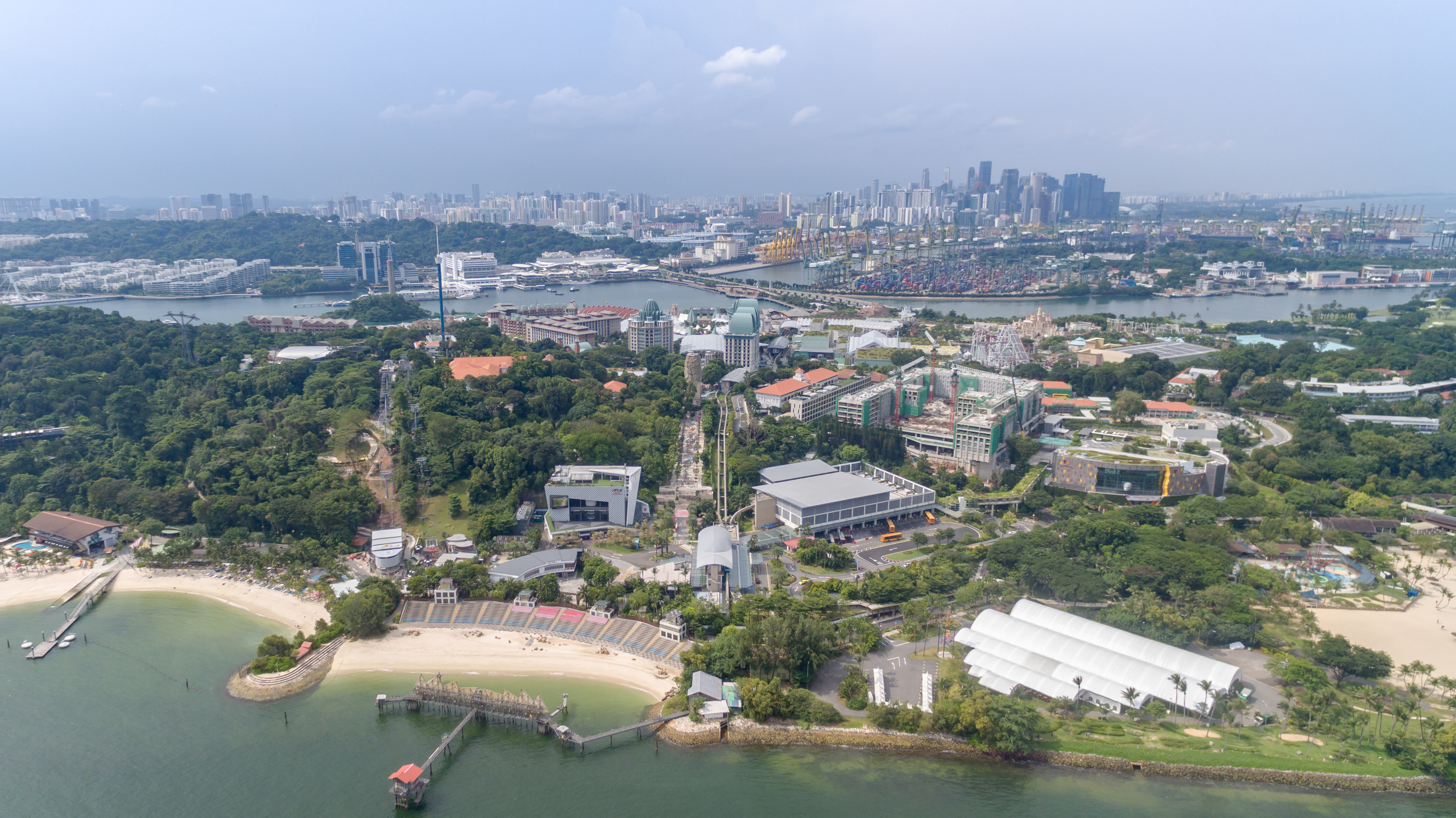
Die Insel Sentosa in Singapur

## Herkunft des Namens
Von den malaiischen Einwohnern wurde die Insel „Pulau Belakang Mati“ genannt, was so viel wie „die Insel der Toten“ oder „die Insel des Todes“ heißt. Verschiedene Theorien bezüglich des Ursprung dieses Namens existieren: Eine vermutet, dass Mordfälle oder Piraterie in der Vergangenheit der Insel zu ihm führten. Eine zweite Theorie besagt, dass eine Malaria-Epidemie in den späten 1840er Jahren, welche fast die gesamte Bevölkerung der Insel auslöschte, der Ursprung ist. Eine dritte Theorie bezieht den Namen auf den unfruchtbaren Boden der Insel.
1972 wurde von dem Singapore Tourist Promotion Board im Rahmen eines Wettbewerbes die Insel in Sentosa umbenannt. Der Name kommt aus der malaiischen Sprache und heißt so viel wie „Ruhe“ bzw. „Frieden“.

## Geschichte

### Vor 1945
Im 19. Jahrhundert wurde die Insel strategisch wichtig, da sie den Eingang zu Keppel Harbour kontrollierte. Pläne zur Befestigung der Insel als Teil der Verteidigungsmaßnahmen Singapurs wurden bereits 1827 erstellt, jedoch erst um 1880 umgesetzt, als das rasche Wachstum des Hafens zu Befürchtungen bezüglich eines feindlichen Angriffes führten. Insgesamt wurden vier Forts auf der Insel errichtet: Fort Siloso, Fort Serapong, Fort Connaught sowie die Mount-Imbiah-Geschützstellung.
In den 1920er Jahren entwickelte sich Japan zu der wichtigsten Bedrohung für die britischen Interessen in Fernost. Im Jahre 1921 wurde daher vom britischen Overseas Defence Committee entschieden, Singapur aufgrund der strategischen Lage als Marinestützpunkt auszubauen. Die Hauptflotte wurde in Europa stationiert und sollte im Fall einer Bedrohung nach Singapur auslaufen.

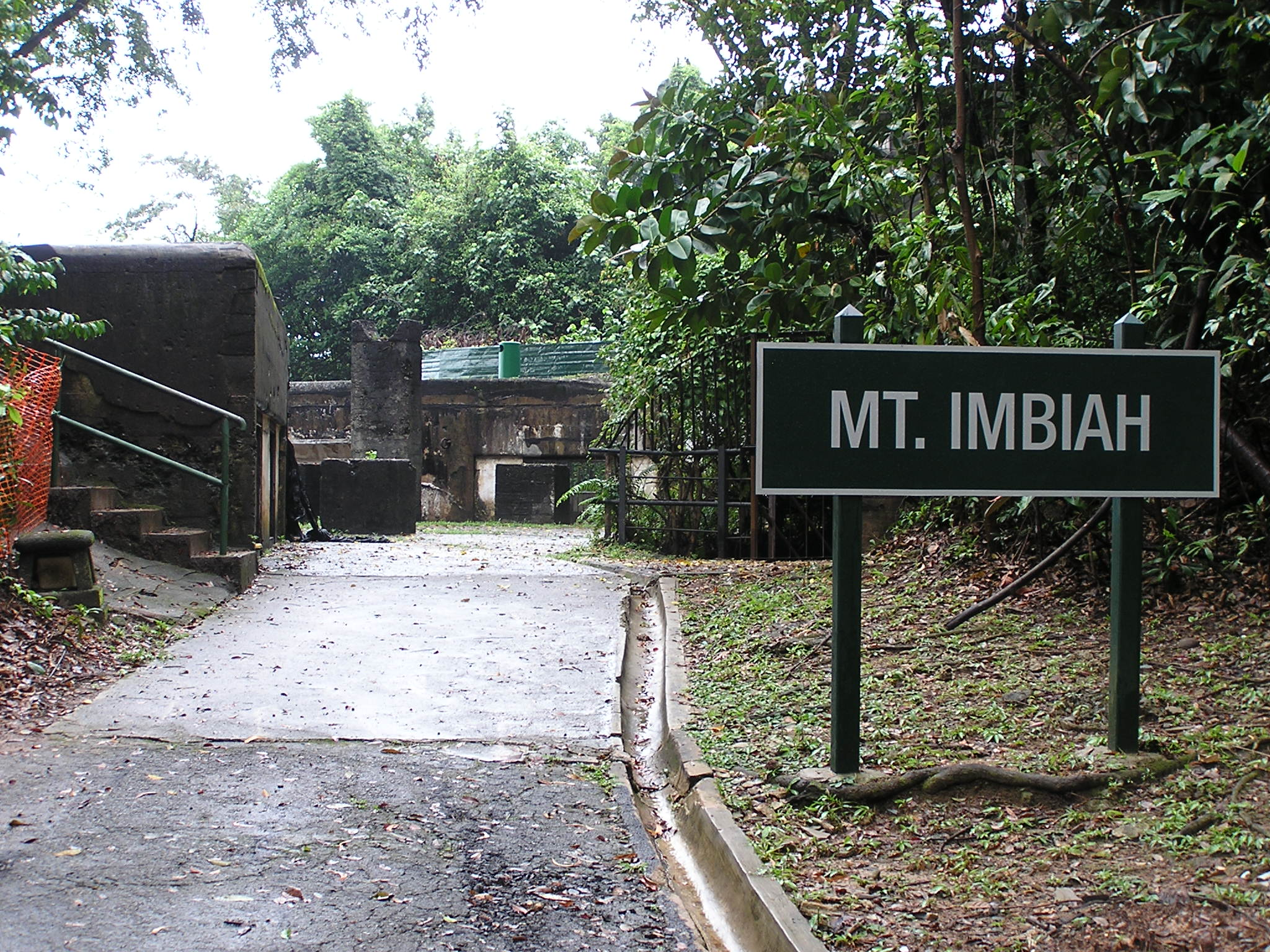
Die Überreste der Geschützstellung auf Mt. Imbiah

Der Erfolg dieser Strategie war davon abhängig, dass sich Singapur bis zum Eintreffen der Flotte selbst verteidigen konnte. Da man einen Angriff entweder von See oder von Johore aus erwartete, wurde die Verteidigungsstrategie entsprechend ausgerichtet. Bis zum Jahre 1939 wurden insgesamt 12 Artillerie-Stellungen entlang der Küste errichtet. Dazu gehörten auch die vier Forts auf Sentosa, die entsprechend verstärkt wurden. So wurden Mount Imbiah und später Fort Connaught mit BL 9,2 inch-Geschützen ausgestattet. Fort Serapong und Fort Siloso erhielten jeweils zwei BL 6 inch Mk VII-Geschütze. Entgegen einer weitläufig verbreiteten Meinung konnten 10 der 12 Forts sowohl seewärts als auch landwärts feuern.
Während des Zweiten Weltkrieges wurde die Insel von den Briten zur Festung ausgebaut. Da man einen Angriff der Japaner von See erwartete, wurden zusätzliche, nach Süden ausgerichtete Geschütze in Fort Siloso aufgestellt. Diese erwiesen sich jedoch als nutzlos, da der Angriff der Japaner von Norden über die Malaiische Halbinsel erfolgte. Die Geschütze wurden jedoch dazu verwendet, die eigenen Ölanlagen zu zerstören, um diese nicht den anrückenden Japanern in die Hände fallen zu lassen. Nach der Kapitulation der Alliierten in Singapur wurde die Insel von den Japanern als Gefangenenlager genutzt, in dem vor allem britische und australische Soldaten interniert waren. Während der japanischen Besetzung kam es immer wieder zu Übergriffen auf die chinesische Bevölkerung: Zum Teil wurden wahllos Einzelpersonen beschuldigt, am anti-japanischen Widerstand beteiligt zu sein, und u. a. am Strand von Sentosa hingerichtet.

### 1945–1972
Nach dem Ende des Zweiten Weltkriegs konnte die britische Marine aufgrund von Kürzungen im Verteidigungsbudget ihre permanente Präsenz in der Region nicht aufrechterhalten. Die Flotte wurde daher in Singapur konzentriert, um von dort aus die verbleibenden britischen Kolonien im Fernen Osten und Australien zu schützen.
Im Jahre 1947 wurde Sentosa die Basis des „First Singapore Regiment of the Royal Artillery“ (1st SRRA). Zudem wurden auf der Insel Rekruten für den Dienst der in Singapur stationierten Britischen Armee ausgebildet. 1957 wurde die 1st SRRA aufgelöst und die Geschütze in den Forts abgebaut. An ihre Stelle traten Gurkha Infanterie-Einheiten: Zunächst die „2/7th Duke of Edinburgh's own Gurkha Rifles“ sowie später die „2/10th Princess Mary, Princess Royal and Countess of Harewood's own Gurkha Rifles“. Fort Siloso wurde in ein katholisches Zentrum, Fort Serapong in eine protestantische Kirche umgewandelt. Fort Connaught verkam zur Ruine.
Während der Konfrontasi, einem Konflikt zwischen Malaysia und Indonesien Anfang der 1960er-Jahre verteidigten die 2/10th Gurkha Rifles die Insel gegen Saboteure. Nach dem Ende des Konfliktes und dem Abzug der Gurkhas wurde die Insel 1967 von den Briten den Singapore Armed Forces des neu gegründeten Staates Singapur übergeben. Die Insel wurde nun zur Basis der Singapore Naval Volunteer Force. Des Weiteren wurde die School of Maritime Training sowie ein Marinekrankenhaus (Naval Medical Centre) errichtet.

### Seit 1972

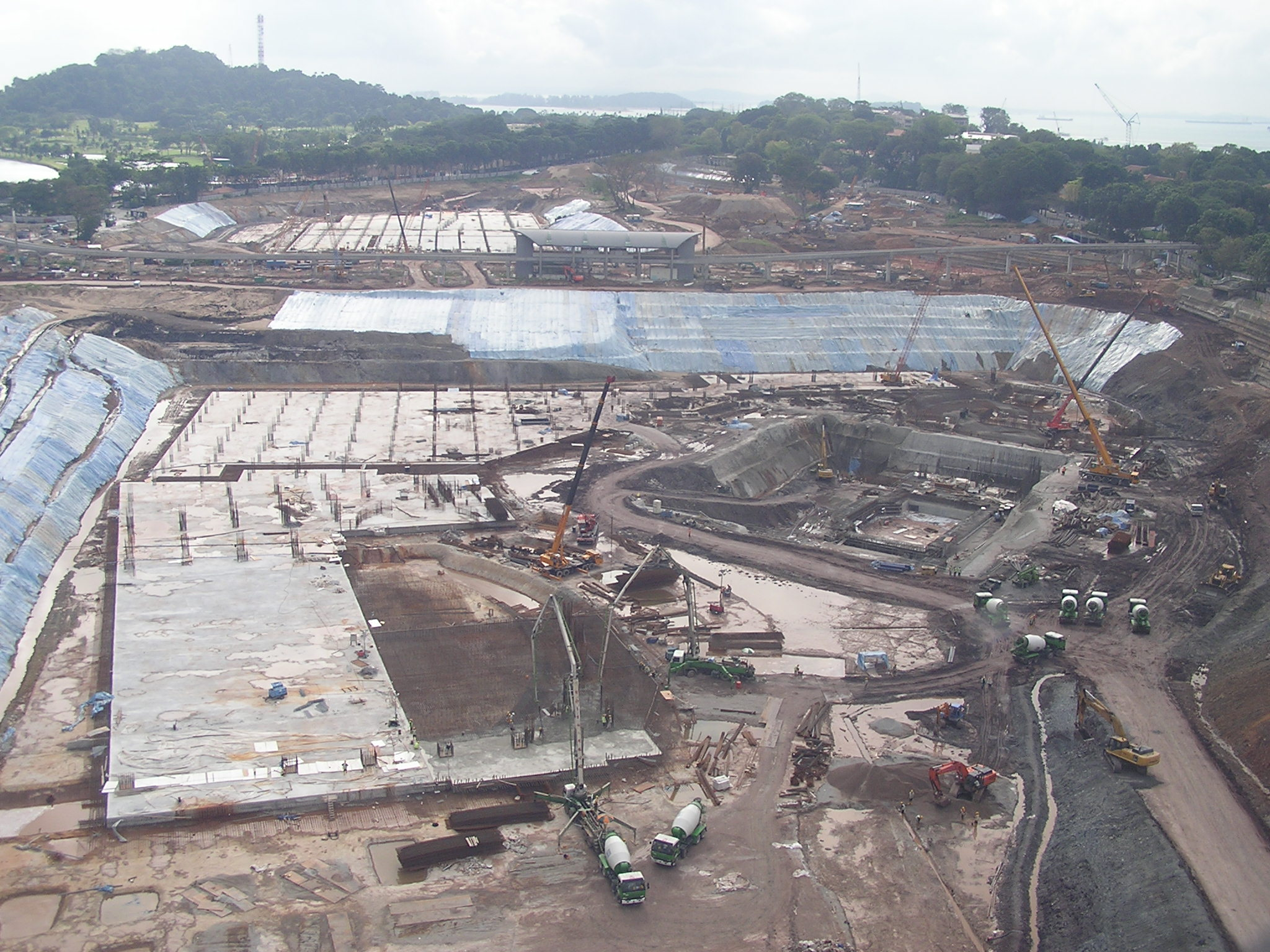
Die Großbaustelle „Resort World at Sentosa“ im Dezember 2007

Anfang der 1970er Jahre entschied die Regierung von Singapur, die Insel in ein Naherholungsgebiet umzuwandeln. Der Name wurde in Sentosa geändert. Am 1. September 1972 wurde zudem die Sentosa Development Corporation gegründet, die zukünftig die Entwicklung der Insel steuern und überwachen sollte. Seitdem wurden über S$420 Millionen an privatem und weitere S$500 Millionen an staatlichem Kapital in die Insel investiert.
Auch für die Zukunft ist ein weiter Ausbau der Insel vorgesehen: Die Regierung von Singapur plant, Sentosa zu einem der weltweit luxuriösesten Ferienresorts zu entwickeln. Dazu wurde ein bis in das Jahr 2012 reichender Masterplan erstellt, der Investitionen in Höhe von S$10 Milliarden beinhaltet. Der Masterplan sieht u. a. die Errichtung von Luxusappartements in Sentosa Cove im Osten der Insel, eine teilweise Renovierung von Siloso Beach, die Eröffnung der ersten Tourismus-Akademie in Asien sowie den Aufbau des „Resort World at Sentosa“ vor, einem gigantischen Familien- und Vergnügungsresort mit einem Konferenzzentrum, einem Spielcasino, einem weiteren, acht Hektar großen Meerwasseraquarium sowie einem Universal Studio Theme Park.

## Geographie
Die Insel besitzt eine Fläche von fünf Quadratkilometern und liegt einen halben Kilometer südlich der Hauptinsel Pulau Ujong. Sie ist die viertgrößte Insel (ohne die Hauptinsel) Singapurs. 70 % der Fläche sind mit Regenwald bedeckt, in dem u. a. Affen, Echsen sowie zahlreiche Vogelarten wie Pfauen und Papageien zu finden sind. Die Insel besitzt an der Südseite einen 3,2 Kilometer langen weißen Sandstrand.
Sentosa ist in vier Regionen eingeteilt: Im Westen befindet sich die Region „Siloso Point“, in der Mitte „Imbiah“, im Süden „Beach“. Die größte Region „Serapong“ nimmt den gesamten Osten ein. Durch Landgewinnung an der Ostseite der Insel wird sie momentan erheblich vergrößert. Dort sollen in der „Sentosa Cove“ zum ersten Mal Wohnanlagen auf der Insel entstehen.

## Attraktionen
Sentosa bietet sowohl der einheimischen Bevölkerung als auch Touristen eine Reihe von interessanten Attraktionen wie Museen, Shows, Casinos und Naturerlebnisse.

### Fort Siloso
Fort Siloso ist das einzig erhaltene Artilleriefort auf Sentosa. Es wurde ab 1880 zusammen mit zwei weiteren Forts (Fort Serapong und Fort Connaught) sowie der Geschützstellung auf Mount Imbiah von den Engländern im Westen der Insel als Teil der Verteidigungsanlagen Singapurs errichtet. 1942 wurde das Fort mit zwei 6-Inch-BL-MK-VII-Geschützen ausgestattet.
Der Name kommt von dem philippinischen Wort „Sesloso“, was so viel wie „Eifersüchtiger“ heißt.
Heute ist Fort Siloso ein Museum, in dem neben umfangreichen Bunkeranlagen verschiedene historische Geschütze gezeigt werden. Dazu gehören:
- Das 9,2-Inch-BL-Geschütz, eines der schwersten Geschütze, die England für den Ersten Weltkrieg entwickelte. Nach dem Krieg wurde es meist zur Verteidigung von Küstenanlagen eingesetzt, so auch in Mount Imbiah auf Sentosa.
- Ein 13-Inch-Mörser
- Ein 6-Inch-BL-MK-VII-Geschütz
- Ein 64-Pfund-RML-Geschütz
- Ein 7-Inch-RML-Geschütz
- Ein 12-Pfund-Schnellfeuergeschütz zur Flugabwehr

In einer umfangreichen Ausstellung wird zudem das Leben unter der japanischen Besatzung gezeigt. In der „Surrender Chamber“ wird die Kapitulation Singapurs vor den Japanern 1942 sowie die der Japaner vor den Alliierten 1945 dargestellt.

### Tiger Sky Tower

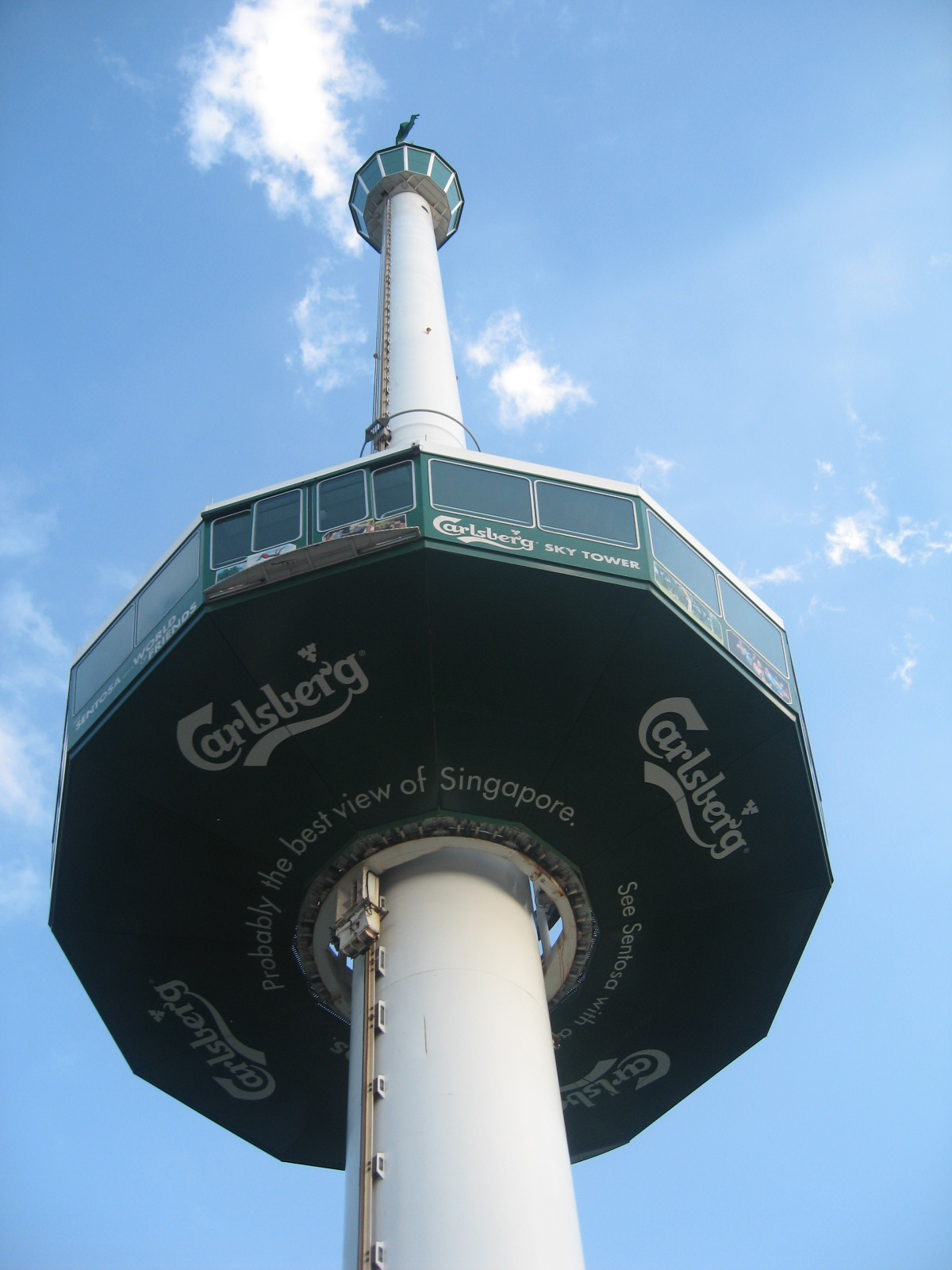
Der Tiger Sky Tower

Der Tiger Sky Tower wurde (als Carlsberg Sky Tower) am 7. Februar 2004 eröffnet und befindet sich in der Imbiah Region im Zentrum von Sentosa. Mit seiner Höhe von 110 m über Grund und 131 m über dem Meeresspiegel ist es der höchste freistehende Beobachtungsturm in Asien und bietet Besuchern einen Panoramablick über Sentosa, Singapur sowie den Singapur vorgelagerten Southern Islands. Bei klarem Himmel reicht der Blick bis Malaysia im Norden und Indonesien im Süden. Um den Turm herum befindet sich eine große, klimatisierte und mit Panoramafenstern ausgestattete Kabine, die den Turm auf- und abfährt. Die Kabine hat 72 Sitzplätze und rotiert langsam, um allen Besuchern einen Rundumblick zu ermöglichen. Der Tiger Sky Tower wurde am 28. Dezember 2018 geschlossen.

### Butterfly Park and Insect Kingdom
Im Butterfly Park sind über 15.000 Schmetterlinge von mehr als 50 Arten zu sehen. Das Insect Kingdom beherbergt etwa 3.000 Insektenarten aus der ganzen Welt, darunter den 160 mm großen Dynastes Hercules Käfer. Nahezu alle Exemplare werden als Präparate gezeigt.

### Sentosa 4D Magix
Dieses für S$3,5 Millionen errichtete Kino bietet eine Kombination von 3D-Effekten, bewegten Sitzen und Zusatzeffekten wie Nebel oder Sprühregen. Zusätzlich sind Schauspieler in das Programm integriert. Das Kino ist das größte seiner Art in Südostasien.

### Underwater World and Dolphin Lagoon

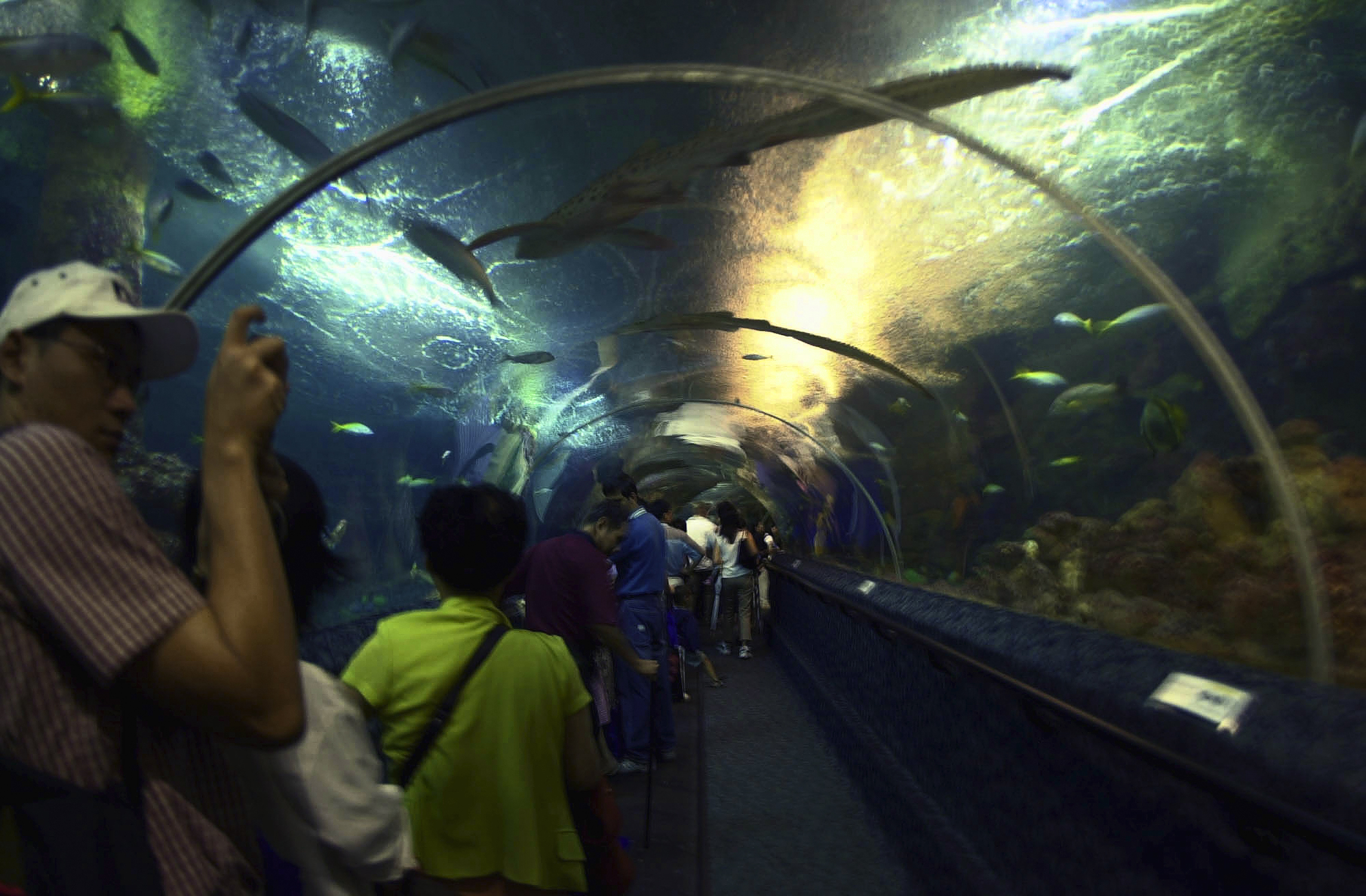
Underwater World

Underwater World ist ein Meerwasseraquarium im westlichen Teil von Sentosa. Es wurde 1991 eröffnet und zeigt Besuchern 250 Meeres-Tierarten aus aller Welt, darunter Korallen, Rochen, Muränen, Schildkröten, Haie und eine Vielzahl von Fischen. Die insgesamt 2.500 Tiere können von einem 83 m langen, unterirdischen Tunnel durch das Ozeaneum aus beobachtet werden. Am 6. Dezember 2006 wurden drei weitere Attraktionen in Underwater World eröffnet:
- Ein Becken, in dem Rochen berührt und gefüttert werden können
- Eine Ausstellung von Rifftieren
- Das „Fish Reflexology“ Spa, in der bestimmte Fischarten die tote Haut an den Füßen der Spa-Gäste abknabbern.

Zum Ozeaneum gehört auch eine Delphin-Lagune am Palawan Beach, in der Buckeldelphine zu sehen sind. Mehrmals täglich kann eine begrenzte Anzahl von Besuchern in die hüfttiefe Lagune steigen und mit den Delphinen schwimmen.

### Songs of the Sea
Diese Show wurde am 26. März 2007 eröffnet und ersetzte die 25 Jahre alten Wasserspiele (Musical Fountain Show). Als Kulisse wurde ein Pfahldorf direkt im Meer erbaut. Die Show wird von professionellen Schauspielern durchgeführt und bietet u. a. spektakuläre Feuerwerke. Insgesamt 2.500 Zuschauer können auf der Tribune das Schauspiel genießen.

### Cineblast
Dieses 3D-Bewegungskino wurde im Juni 2007 eröffnet und bietet Besuchern modernste Simulationstechnik. Gezeigt werden u. a. Fahrten durch Tunnel oder Stürze aus großer Höhe.

### Merlion and Merlion Walk

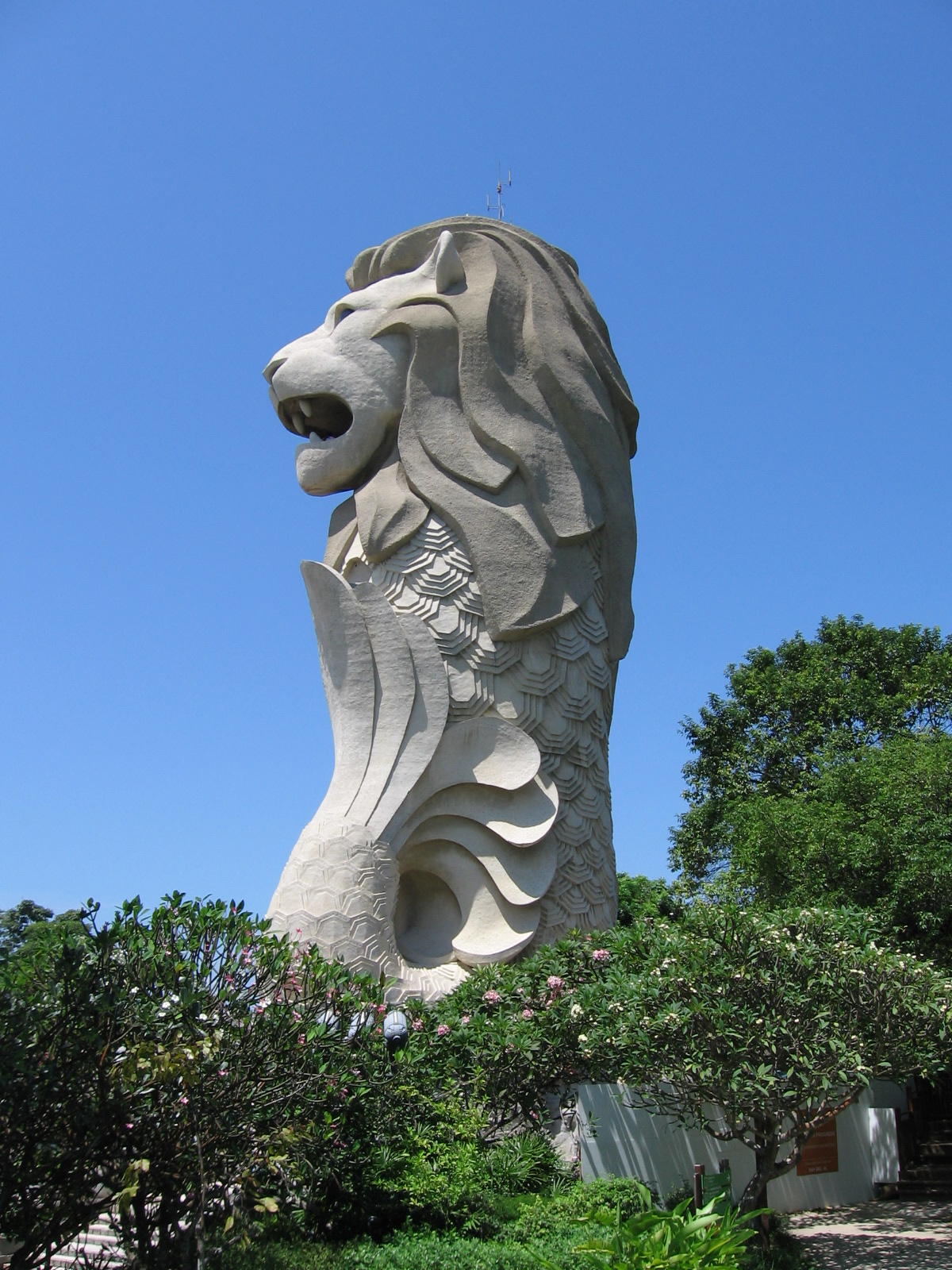
Singapurs Wahrzeichen, der Merlion auf Sentosa

Die Kombination von Meerjungfrau (mermaid) und Löwe (lion) zur Merlion ist das offizielle Touristensymbol Singapurs. Es erinnert an die aus dem 13. Jahrhundert stammende Legende von Prinz Sang Nila Utama, dem ein Löwe im damals noch Temasek genannten Singapur begegnete. Dies führte dann zum Namen Singapur (Stadt des Löwen).
Über Singapur sind eine Reihe von Merlion-Statuen verteilt. Die 1996 errichtete Statue in Sentosa ist mit 37 m Höhe die größte. Im Eingangsbereich wird im Rahmen einer Filmshow u. a. die Geschichte von Prinz Sang Nila Utama erzählt. Ein Aufzug bringt dann die Besucher zu einer Aussichtsplattform auf dem Kopf der Statue.
Hinter dem Merlion befindet sich der Merlion Walk, ein 120 m langer Weg zum Siloso Beach, auf dem bunte Meerestiere dargestellt sind.

### Sentosa Luge and Chairlift
Diese 650 m lange Sommerrodelbahn endet am Siloso Beach. Durch einen Sessellift wird man wieder zum Ausgangspunkt befördert.

### The Flying Trapeze
Diese Attraktion bietet Interessierten die Gelegenheit, sich als Trapez-Artist zu versuchen.

### Nature Walk-Dragon Trail

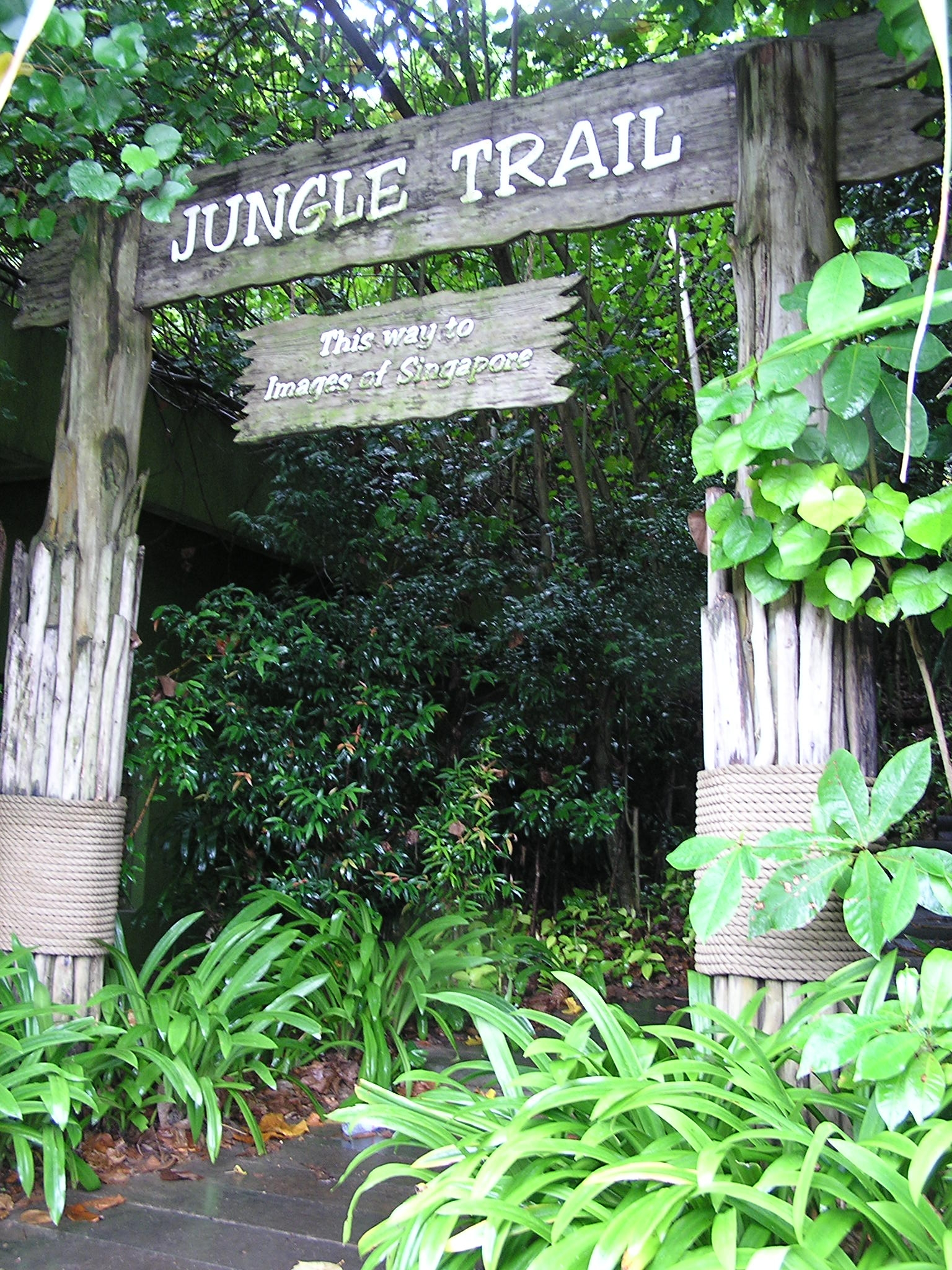
Der Eingang zum Dragon Trail Nature Walk

Dieser 1,5 km lange Naturpfad führt über Mount Imbiah und gewährt dem Besucher einen kleinen Einblick in die Flora und Fauna des Regenwaldes. Neben verschiedenen Vogelarten können Halbaffen sowie fleischfressende Pflanzen beobachtet werden.

### Sijori Wondergolf
Sijori Wondergolf Ist eine Miniatur-Golf Anlage. Insgesamt 54 Bahnen können in drei unterschiedlichen 18-Bahn-Kursen gespielt werden, zwei davon entsprechen internationalem Standard.

### Images of Singapore
In dieser Ausstellung werden in vier Sektionen (Four Winds of Singapore, Singapore adventure, Singapore celebrates, Celebration City) Ausschnitte aus der Geschichte und des Lebens in Singapurs gezeigt.

## Strände
Die Strände Sentosas liegen an seiner Südseite und sind in drei Abschnitte eingeteilt: Palawan Beach, Siloso Beach und Tanjong Beach. Alle Strände sind künstlich, der Sand wurde von Indonesien und Malaysia bezogen und aufgeschüttet. Zahlreiche Restaurants und Bars sorgen an allen drei Stränden für die Versorgung der Gäste mit Speisen und Getränken.

### Palawan Beach

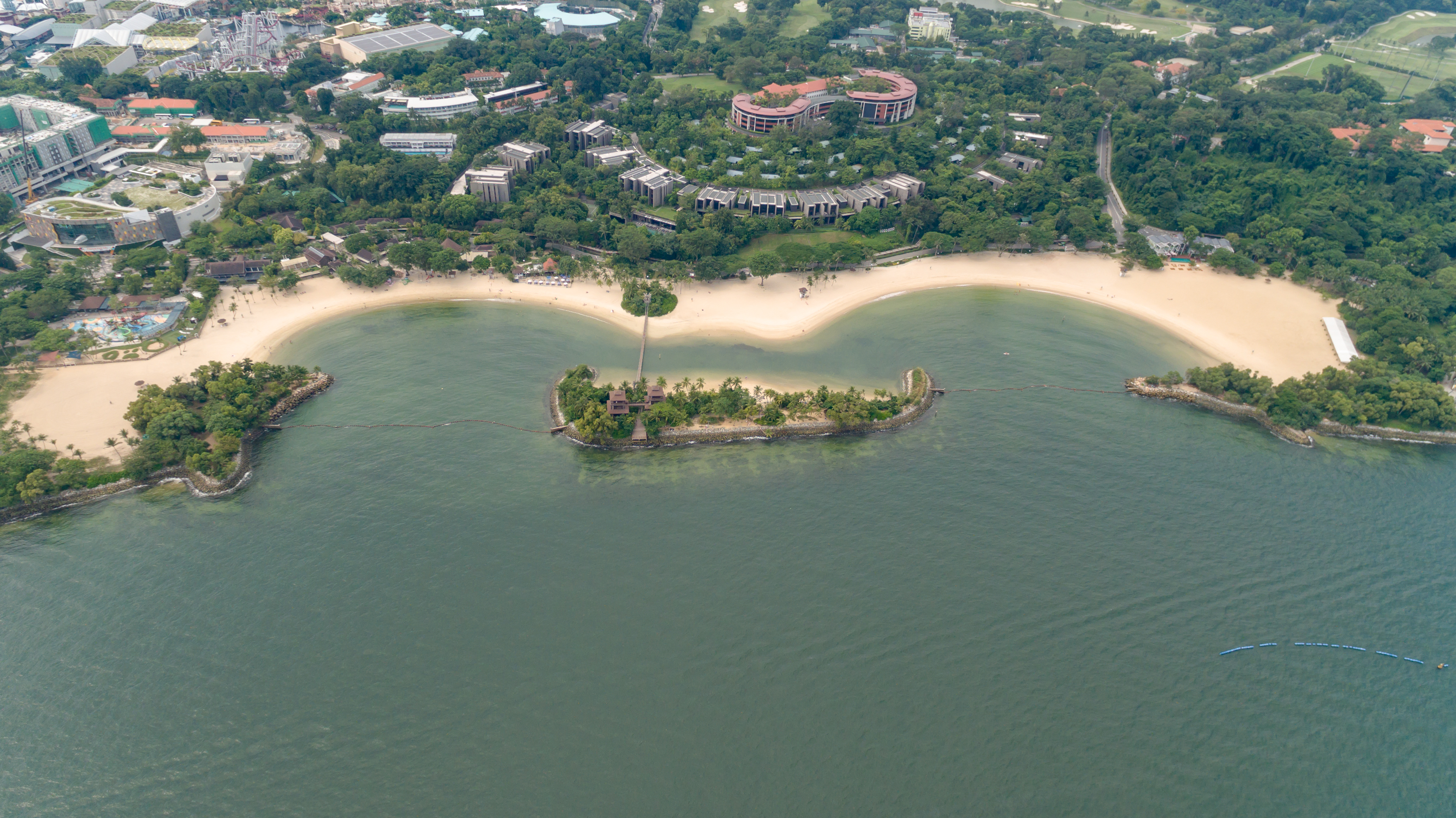
Palawan Beach Singapur

Palawan Beach ist der mittlere der drei Strände Sentosas. Eine Hängebrücke führt zu einer kleinen vorgelagerten Insel, auf der der südlichste Punkt des kontinentalen Asien ausgeschildert ist. Der Blick auf eine beliebige Karte zeigt jedoch, dass es sich hierbei nicht einmal um den südlichsten Punkt von Sentosa handelt. Zwei Aussichtstürme auf der Insel bieten einen guten Überblick über den Strand.

### Siloso Beach
Siloso Beach ist der westliche Strand. Er ist bekannt für Beach-Volleyball und andere sportliche Aktivitäten wie Kanufahren, Mountain-Biking und Rollerblading. Am westlichen Rand des Strandes liegt das Shangri-La Rasa Sentosa Resort.

### Tanjong Beach
Auf dem Tanjong Beach im Südosten geht es vergleichbar ruhig zu. Der sichelförmige Strand wird teilweise für spezielle Veranstaltungen oder Strandparties genutzt.

## Hotels

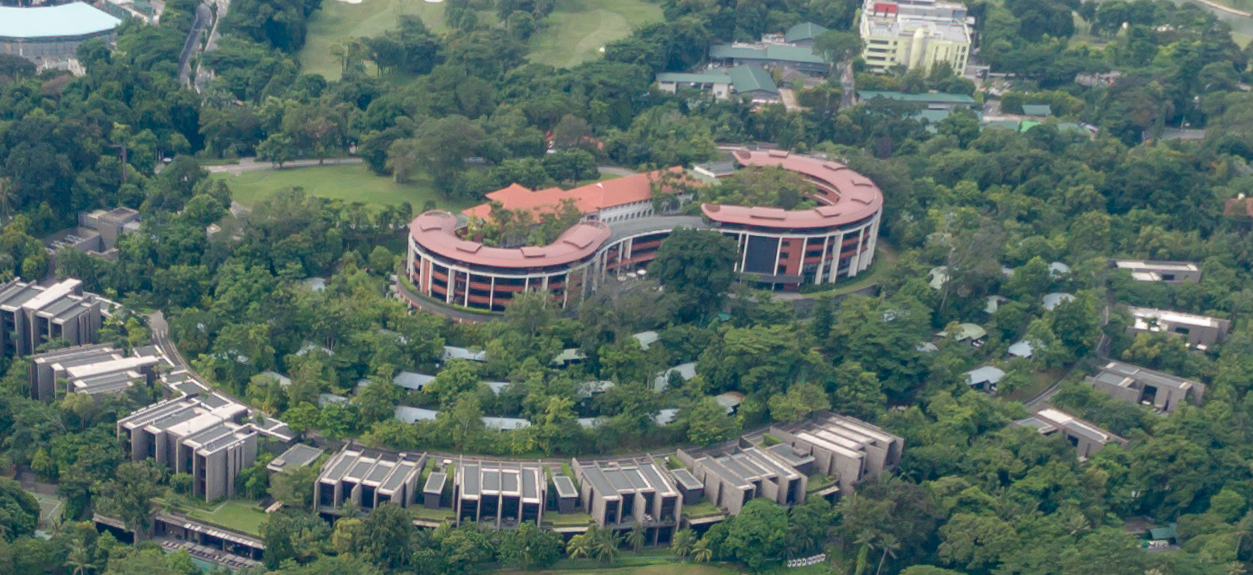
Capella Singapore

Unter anderem gibt es folgende Hotels und Resorts auf Sentosa:
- Das Shangri-La's Rasa Sentosa ist ein 5-Sterne-Hotel. Es liegt direkt am westlichen Ende von Siloso Beach und hat 459 Zimmer.
- Das Sentosa Resort & Spa im Ostteil der Insel ist ein weiteres 5-Sterne-Hotel mit 214 Zimmern.
- Costa Sands Resort besteht aus einer Reihe von Chalets sowie 15 Hütten. Das Resort liegt auf einem Hügel mit Blick auf Siloso Beach.
- Das Treasure Resort hieß früher Sijori Resort und ist ein Hotel mit 64 Zimmern. Es liegt neben dem Merlion und dem Sijori WonderGolf.
- Das Siloso Beach Resort wurde 2006 eröffnet und bietet 182 Zimmer an. Es befindet sich am östlichen Rand von Siloso Beach.
- Das Amara Sanctuary Resort Sentosa ist ein weiteres 5-Sterne-Hotel im Zentrum der Insel mit 121 Zimmern.
- Das Capella Singapore, ein 5-Sterne-Resort mit 170 Zimmern. Dieses Resort besteht aus zwei restaurierten Bungalows, die in den 1880er-Jahren, als Singapur britische Kronkolonie war, als Kasinos für britische Offiziere errichtet wurden, und vom Architekturbüro Foster + Partners entworfenen Erweiterungsbauten. Am 12. Juni 2018 fand dort das Gipfeltreffen des US-Präsidenten Donald Trump mit dem Obersten Führer Nordkoreas Kim Jong-un statt, bei dem es um das Ende des nordkoreanischen Kernwaffenprogramms ging.

## Veranstaltungen

### Barclays Singapore Open
Dieses Golf-Turnier wird jährlich auf dem Golfplatz des Sontosa Golf Clubs im Osten der Insel durchgeführt. Mit einem Preisgeld von 5 Mio. US-Dollar 2009 ist es eines der höchstdotierten Turniere in Asien.

### Sentosa Balloon Hats Festival
Auf diesem Festival, das 2004 zum ersten Mal durchgeführt wurde, marschieren Schulbands von Tanjong Beach nach Palawan Beach den Stand entlang. Dort findet dann ein großes Konzert statt.
Die Teilnehmer tragen selbstgemachte Ballon-Hüte, wobei jede Schule durch ein eigenes Design repräsentiert ist. Am Ende der Veranstaltung lassen die Teilnehmer die Ballons platzen. Gleichzeitig wird eine große Zahl von Luftballons freigelassen.
Die Veranstaltung entwickelte sich aus dem Versuch, einen Weltrekord in der größten Versammlung von Ballon-Hüten aufzustellen. Heute ist das Festival ein Großereignis mit Veranstaltungen, Aufführungen und Aktionen in ganz Singapur, die vor dem eigentlichen Marsch in Sentosa durchgeführt werden.

### Strandpartys
Auf dem Siloso Beach findet jährlich die „ZoukOut“ Standparty des Zouk-Clubs statt, auf der etwa 20.000 Partygänger aus allen Teilen der Welt die Nacht durchfeiern.
Ebenfalls auf Siloso Beach findet in jedem Jahr die „Siloso NYE Splash“ Silvesterparty statt, zu der etwa 15.000 Gäste kommen.

### Sentosa Flowers
Seit Februar 2005 findet während des Chinesischen Neujahrsfestes diese Ausstellung von Blumen und Kräutern in den Fountain Gardens statt. Die Ausstellung wird begleitet von zahlreichen anderen Aktivitäten wie Photowettbewerben oder einem Markt für Hobbygärtner.

## Verkehrsanbindung

### Seilbahn

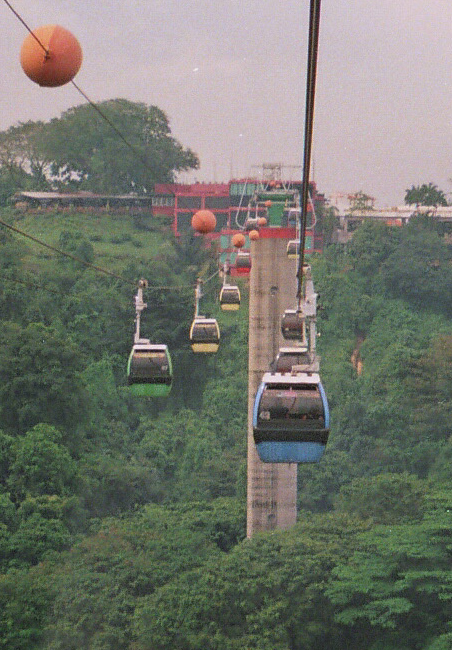
Die Seilbahn nach Sentosa

Zur Entwicklung des Tourismus in Singapur wurde bereits 1968 der Bau einer Seilbahnverbindung von Mount Faber nach Sentosa über die Zwischenstation HarbourFront beschlossen. Der Bau des S$5,8 Millionen teuren Systems begann 1972 und wurde mit der Einweihung am 15. Februar 1974 durch Deputy Prime Minister Goh Keng Swee abgeschlossen.
Das System besteht aus einem Trag- und einem Zugseil, die zwischen den Stationen von jeweils einem Stützturm gehalten bzw. geführt werden. Die Spannweiten betragen 300 m zwischen Mount Faber und dem ersten Stützturm, von dort 400 m zur Station HarbourFront, weitere 500 m zum zweiten Stützturm und 450 m zur Sentosa Station. Die Durchfahrtshöhe für die Schifffahrt beträgt 61 m. Die Türen der ursprünglich 43 Kabinen mussten manuell von Angestellten des Betreibers geöffnet und geschlossen werden. Im Jahre 1976 wurde die Zahl der Kabinen auf 51 erhöht. Im gleichen Jahr war die Seilbahn in der US-amerikanischen Fernsehserie Hawaii Five-O zu sehen. Ende der 1970er Jahre wurde sie zudem Schauplatz der weltweit ersten Massen-Heirat in einer Seilbahn.
Am 29. Januar 1983 kam es zu einem Unfall, als eine panamaische Ölplattform gegen das Tragseil stieß und Kabinen abstürzten. Dabei fanden insgesamt sieben Personen den Tod.
1988 wurde der zehnmillionste Fahrgast registriert. 1994 wurden innerhalb von 25 Tagen die alten Kabinen durch 80 neue ersetzt, was zu einer Verdoppelung der Beförderungskapazität auf 1.400 Passagier pro Richtung und Stunde führte. Bereits ein Jahr später (1995) wurde die Zahl von 20 Millionen beförderter Personen erreicht, nach zwei weiteren Jahren (1997) waren es 25 Millionen. Im gleichen Jahr wurden auch die Stationen auf Mount Faber und Sentosa überholt.
1999 wurden zum ersten Mal weltweit Kabinen mit Glasboden eingeführt. Heute besteht das System aus insgesamt 81 Kabinen, die jeweils maximal sechs Fahrgäste gleichzeitig transportieren können. Die Fahrgeschwindigkeit von 4 m pro Sekunde führt zu einer Fahrzeit von 4 Minuten für die Strecke Mount Faber-HarbourFront und 5,5 Minuten für das Teilstück HarbourFront-Sentosa. Mit dem kurzen Aufenthalt in HarbourFront dauert die Gesamtfahrt 12 Minuten.
Bis in das zweite Quartal 2010 hinein wurde die Seilbahn modernisiert. Währenddessen wurde ein Shuttleservice zwischen den 3 Stationen eingerichtet. Mittlerweile können in jeder Kabine 8 Personen Platz finden. Außerdem sind die Kabinen nun barrierefrei erreichbar, womit Rollstuhlfahrern der Einstieg erleichtert wird. Weiterhin besteht nun die Möglichkeit, eine sogenannte VIP-Kabine (4 Personen) gegen einen Aufpreis zu buchen.

### Straßenanbindung

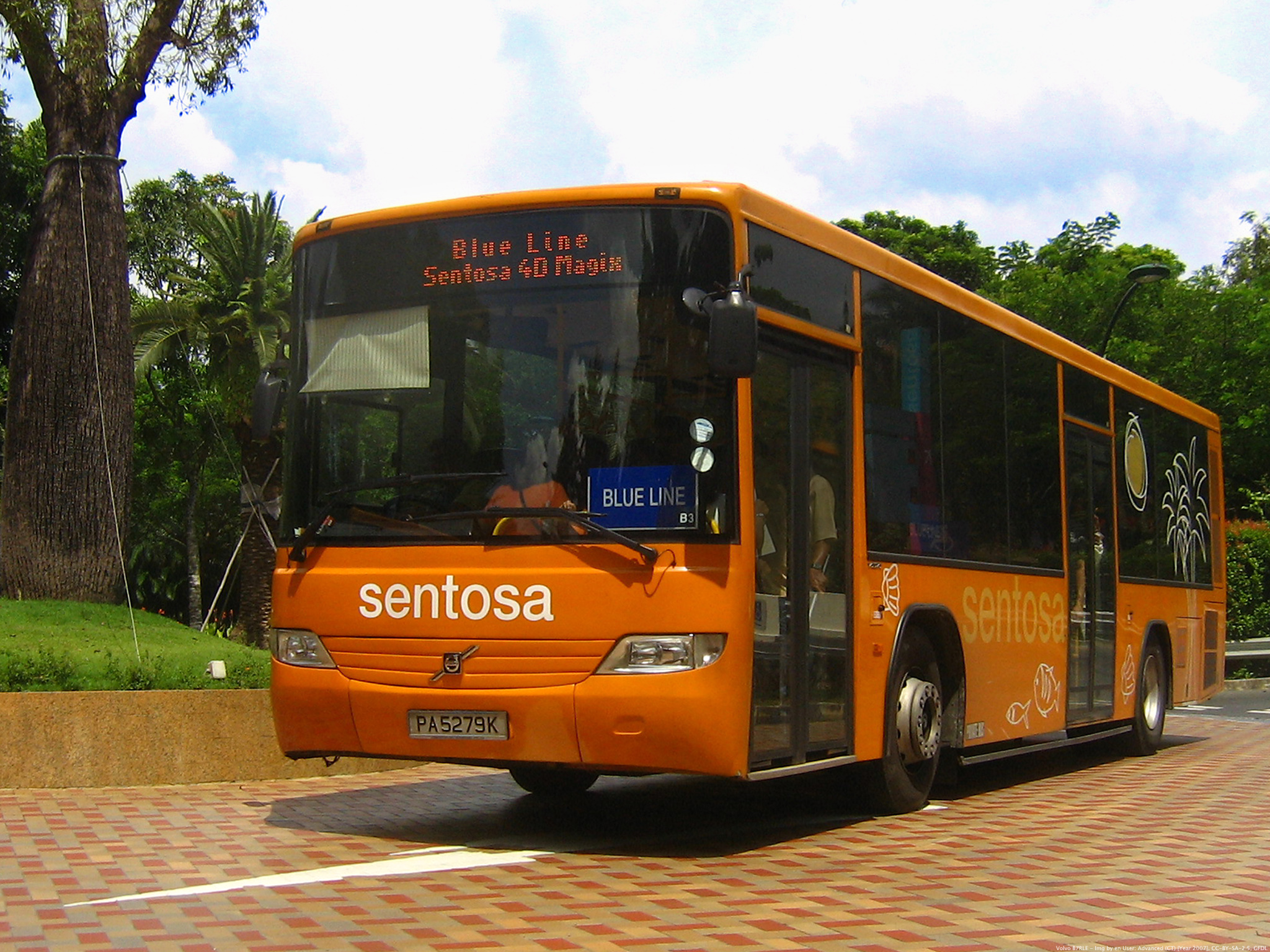
Ein Volvo B7RLE Bus der blauen Linie auf Sentosa

1992 wurde eine Brücke zwischen der Hauptinsel Singapurs und Sentosa eröffnet, die aber für Privat-PKWs gesperrt war, da man die Insel „autofrei“ halten wollte. 1998 kam es zu einer Änderung dieser Strategie und die Brücke wurde für den Allgemeinverkehr geöffnet. Zusätzlich wurden eine Reihe von Parkplätzen und Parkhäusern errichtet.
Darüber hinaus verkehren drei Buslinien (Blaue Linie, Gelbe Linie, Rote Linie) sowie ein „Beach Train“ auf der Insel.

### Sentosa Express
Der Sentosa Express ist eine Einschienenbahn, die Sentosa mit der Hauptinsel Singapurs verbindet.